# Omobranchus woodi
Omobranchus woodi är en fiskart som först beskrevs av John Dow Fisher Gilchrist och Thompson, 1908.  Omobranchus woodi ingår i släktet Omobranchus och familjen Blenniidae. Inga underarter finns listade i Catalogue of Life.